# Década
Década, decénio (português europeu) ou decênio (português brasileiro), abreviada como "dec.", designam um período de dez anos. O primeiro termo é derivado (via francês e latim) do grego clássico: δεκάς, que significa um grupo de dez. Outras palavras para períodos de anos também vêm do latim, como biênio (dois anos), triênio (três anos), quadriênio (quatro anos),
lustro (cinco anos), século (cem anos) e milênio (mil anos).

## Uso
Qualquer período de dez anos é uma década, incluindo qualquer período arbitrário de dez anos; por exemplo, a afirmação de que "durante sua última década, Mozart explorou a harmonia cromática em um grau raro na época" refere-se apenas aos últimos dez anos da vida de Mozart, sem levar em consideração os anos abrangidos. Todavia, o uso mais comum se refere a uma unidade de medida de tempo, na qual dez décadas formam um século.
O início e fim dependem de interpretação e do uso cultural, mas não há uniformidade na questão de início e fim da década.
Pela lógica do calendário gregoriano, décadas terminam no fim do ano perfeitamente divisível por 10, da mesma forma que o fim dos séculos é no fim do ano perfeitamente divisível por 100. Não há ponto inicial ou final oficial das décadas, pois sua única definição é qualquer período de 10 anos. Existem dois métodos comumente usados para contar décadas. Um conta décadas desde o ano 1 (por exemplo, os anos 1981-1990 são referidos como a 199.ª década), enquanto os outros grupos agrupam os anos com os mesmos dígitos (por exemplo, os anos 1980-1989, que são conhecidos como os anos 1980). A contagem, portanto, é uma questão cultural, e ambas as maneiras podem ser aceitas.[carece de fontes?]
Já segundo a Organização Internacional de Padronização (ISO, na sigla em inglês), é o início de uma década que é no ano perfeitamente divisível por 10. O método é agrupar os anos com base em seus dez dígitos compartilhados, como mil novecentos e sessenta (1960), referentes ao período de 1960 a 1969. Às vezes, apenas a parte dos dez é mencionada (por exemplo, "anos 60"), embora isso possa deixar incerto qual século significa. Nesse método, uma nova década em que o terceiro dígito de um ano numérico é alterado (por exemplo, a década de 1970 começou quando 1969 terminou e o número 70 surge), terminando no último dia de qualquer ano, terminando em nove. O fato de não haver ano zero não se aplica a esse método, pois seus nomes fornecem imunidade. Essa é a maneira considerada correta pela norma internacional para representação de data e hora da ISO, a ISO 8601, que estabelece que a década se define como 10 anos a partir de um ano em que o número pode ser completamente divisível por 10.
Uma pesquisa feita nos Estados Unidos pela YouGov em 2 de dezembro de 2019 perguntou a 13 582 estadunidenses se a década seguinte começaria no dia de ano novo de 2020 ou no dia de ano novo de 2021. Os resultados mostram que 64% dos que que responderam consideram que a próxima década começarão em 1 de janeiro de 2020, e terminará em 31 de dezembro de 2029. 19% responderam que não têm certeza, enquanto 17% responderam na próxima década começará em 1 de janeiro de 2021 e terminará em 31 de dezembro de 2030.
Uma década ordinal conta os anos que começam com o ano 1, pois o número zero ainda não havia sido descoberto no momento da criação do calendário juliano, que foi substituído pelo calendário gregoriano e, portanto, não havia ano zero. Por exemplo, a 196.ª década abrange os anos de 1951 a 1960. O último ano de uma década ordinal termina em zero, combinando com os três primeiros dígitos usados na nomenclatura (por exemplo, a 201.ª década se estende de 2001 a 2010).[carece de fontes?]
Particularmente no século XX, uma década nominal é frequentemente usada para se referir não apenas a um conjunto de dez anos, mas a um período de cerca de dez anos - por exemplo, "os anos 60" costumam se referir a eventos que ocorreram entre 1964 e 1972, e às memórias da contracultura, flower power, protestos de 1968 e outras coisas que aconteceram no período. As vezes, essa década nominal passa a ser conhecida por um título, como a "década perdida" (década de 1980).[carece de fontes?]
| Ano             | 1         | 2         | 3         | ...       | 8         | 9         | 10        | 11        | 12        | 13        | ...       | 18        | 19        | 20        | ... | 2000      | 2001        | 2002        | 2003        | ...         | 2008        | 2009        | 2010        | 2011        | 2012        | ...         | 2018        | 2019        | 2020        | 2021        | 2022        | 2023        | ...         | 2028        | 2029        | 2030        | ... |
| Década ordinal  | 1ª década | 1ª década | 1ª década | 1ª década | 1ª década | 1ª década | 1ª década | 2ª década | 2ª década | 2ª década | 2ª década | 2ª década | 2ª década | 2ª década | ... | ...       | 201ª década | 201ª década | 201ª década | 201ª década | 201ª década | 201ª década | 201ª década | 202ª década | 202ª década | 202ª década | 202ª década | 202ª década | 202ª década | 203ª década | 203ª década | 203ª década | 203ª década | 203ª década | 203ª década | 203ª década | ... |
| Década cardinal | Anos 0    | Anos 0    | Anos 0    | Anos 0    | Anos 0    | Anos 0    | Anos 10   | Anos 10   | Anos 10   | Anos 10   | Anos 10   | Anos 10   | Anos 10   | ...       | ... | Anos 2000 | Anos 2000   | Anos 2000   | Anos 2000   | Anos 2000   | Anos 2000   | Anos 2000   | Anos 2010   | Anos 2010   | Anos 2010   | Anos 2010   | Anos 2010   | Anos 2010   | Anos 2020   | Anos 2020   | Anos 2020   | Anos 2020   | Anos 2020   | Anos 2020   | Anos 2020   | ...         | ... |

## Lista de décadas
| Século     | Décadas             | Décadas             | Décadas             | Décadas             | Décadas             | Décadas             | Décadas             | Décadas             | Décadas             | Décadas             |
| ---------- | ------------------- | ------------------- | ------------------- | ------------------- | ------------------- | ------------------- | ------------------- | ------------------- | ------------------- | ------------------- |
| XXI a.C.   | Década de 2090 a.C. | Década de 2080 a.C. | Década de 2070 a.C. | Década de 2060 a.C. | Década de 2050 a.C. | Década de 2040 a.C. | Década de 2030 a.C. | Década de 2020 a.C. | Década de 2010 a.C. | Década de 2000 a.C. |
| XX a.C.    | Década de 1990 a.C. | Década de 1980 a.C. | Década de 1970 a.C. | Década de 1960 a.C. | Década de 1950 a.C. | Década de 1940 a.C. | Década de 1930 a.C. | Década de 1920 a.C. | Década de 1910 a.C. | Década de 1900 a.C. |
| XIX a.C.   | Década de 1890 a.C. | Década de 1880 a.C. | Década de 1870 a.C. | Década de 1860 a.C. | Década de 1850 a.C. | Década de 1840 a.C. | Década de 1830 a.C. | Década de 1820 a.C. | Década de 1810 a.C. | Década de 1800 a.C. |
| XVIII a.C. | Década de 1790 a.C. | Década de 1780 a.C. | Década de 1770 a.C. | Década de 1760 a.C. | Década de 1750 a.C. | Década de 1740 a.C. | Década de 1730 a.C. | Década de 1720 a.C. | Década de 1710 a.C. | Década de 1700 a.C. |
| XVII a.C.  | Década de 1690 a.C. | Década de 1680 a.C. | Década de 1670 a.C. | Década de 1660 a.C. | Década de 1650 a.C. | Década de 1640 a.C. | Década de 1630 a.C. | Década de 1620 a.C. | Década de 1610 a.C. | Década de 1600 a.C. |
| XVI a.C.   | Década de 1590 a.C. | Década de 1580 a.C. | Década de 1570 a.C. | Década de 1560 a.C. | Década de 1550 a.C. | Década de 1540 a.C. | Década de 1530 a.C. | Década de 1520 a.C. | Década de 1510 a.C. | 1500 a.C.           |
| XV a.C.    | Década de 1490 a.C. | Década de 1480 a.C. | Década de 1470 a.C. | Década de 1460 a.C. | Década de 1450 a.C. | Década de 1440 a.C. | Década de 1430 a.C. | Década de 1420 a.C. | Década de 1410 a.C. | Década de 1400 a.C. |
| XIV a.C.   | Década de 1390 a.C. | Década de 1380 a.C. | Década de 1370 a.C. | Década de 1360 a.C. | Década de 1350 a.C. | Década de 1340 a.C. | Década de 1330 a.C. | Década de 1320 a.C. | Década de 1310 a.C. | Década de 1300 a.C. |
| XIII a.C.  | Década de 1290 a.C. | Década de 1280 a.C. | Década de 1270 a.C. | Década de 1260 a.C. | Década de 1250 a.C. | Década de 1240 a.C. | Década de 1230 a.C. | Década de 1220 a.C. | Década de 1210 a.C. | Década de 1200 a.C. |
| XII a.C.   | Década de 1190 a.C. | Década de 1180 a.C. | Década de 1170 a.C. | Década de 1160 a.C. | Década de 1150 a.C. | Década de 1140 a.C. | Década de 1130 a.C. | Década de 1120 a.C. | Década de 1110 a.C. | Década de 1100 a.C. |
| XI a.C.    | Década de 1090 a.C. | Década de 1080 a.C. | Década de 1070 a.C. | Década de 1060 a.C. | Década de 1050 a.C. | Década de 1040 a.C. | Década de 1030 a.C. | Década de 1020 a.C. | Década de 1010 a.C. | Década de 1000 a.C. |
| X a.C.     | Década de 990 a.C.  | Década de 980 a.C.  | Década de 970 a.C.  | Década de 960 a.C.  | Década de 950 a.C.  | Década de 940 a.C.  | Década de 930 a.C.  | Década de 920 a.C.  | Década de 910 a.C.  | Década de 900 a.C.  |
| IX a.C.    | Década de 890 a.C.  | Década de 880 a.C.  | Década de 870 a.C.  | Década de 860 a.C.  | Década de 850 a.C.  | Década de 840 a.C.  | Década de 830 a.C.  | Década de 820 a.C.  | Década de 810 a.C.  | Década de 800 a.C.  |
| VIII a.C.  | Década de 790 a.C.  | Década de 780 a.C.  | Década de 770 a.C.  | Década de 760 a.C.  | Década de 750 a.C.  | Década de 740 a.C.  | Década de 730 a.C.  | Década de 720 a.C.  | Década de 710 a.C.  | Década de 700 a.C.  |
| VII a.C.   | Década de 690 a.C.  | Década de 680 a.C.  | Década de 670 a.C.  | Década de 660 a.C.  | Década de 650 a.C.  | Década de 640 a.C.  | Década de 630 a.C.  | Década de 620 a.C.  | Década de 610 a.C.  | Década de 600 a.C.  |
| VI a.C.    | Década de 590 a.C.  | Década de 580 a.C.  | Década de 570 a.C.  | Década de 560 a.C.  | Década de 550 a.C.  | Década de 540 a.C.  | Década de 530 a.C.  | Década de 520 a.C.  | Década de 510 a.C.  | Década de 500 a.C.  |
| V a.C.     | Década de 490 a.C.  | Década de 480 a.C.  | Década de 470 a.C.  | Década de 460 a.C.  | Década de 450 a.C.  | Década de 440 a.C.  | Década de 430 a.C.  | Década de 420 a.C.  | Década de 410 a.C.  | Década de 400 a.C.  |
| IV a.C.    | Década de 390 a.C.  | Década de 380 a.C.  | Década de 370 a.C.  | Década de 360 a.C.  | Década de 350 a.C.  | Década de 340 a.C.  | Década de 330 a.C.  | Década de 320 a.C.  | Década de 310 a.C.  | Década de 300 a.C.  |
| III a.C.   | Década de 290 a.C.  | Década de 280 a.C.  | Década de 270 a.C.  | Década de 260 a.C.  | Década de 250 a.C.  | Década de 240 a.C.  | Década de 230 a.C.  | Década de 220 a.C.  | Década de 210 a.C.  | Década de 200 a.C.  |
| II a.C.    | Década de 190 a.C.  | Década de 180 a.C.  | Década de 170 a.C.  | Década de 160 a.C.  | Década de 150 a.C.  | Década de 140 a.C.  | Década de 130 a.C.  | Década de 120 a.C.  | Década de 110 a.C.  | Década de 100 a.C.  |
| I a.C.     | Década de 90 a.C.   | Década de 80 a.C.   | Década de 70 a.C.   | Década de 60 a.C.   | Década de 50 a.C.   | Década de 40 a.C.   | Década de 30 a.C.   | Década de 20 a.C.   | Década de 10 a.C.   | Década de 0 a.C.    |
| I          | Década de 0         | Década de 10        | Década de 20        | Década de 30        | Década de 40        | Década de 50        | Década de 60        | Década de 70        | Década de 80        | Década de 90        |
| II         | Década de 100       | Década de 110       | Década de 120       | Década de 130       | Década de 140       | Década de 150       | Década de 160       | Década de 170       | Década de 180       | Década de 190       |
| III        | Década de 200       | Década de 210       | Década de 220       | Década de 230       | Década de 240       | Década de 250       | Década de 260       | Década de 270       | Década de 280       | Década de 290       |
| IV         | Década de 300       | Década de 310       | Década de 320       | Década de 330       | Década de 340       | Década de 350       | Década de 360       | Década de 370       | Década de 380       | Década de 390       |
| V          | Década de 400       | Década de 410       | Década de 420       | Década de 430       | Década de 440       | Década de 450       | Década de 460       | Década de 470       | Década de 480       | Década de 490       |
| VI         | Década de 500       | Década de 510       | Década de 520       | Década de 530       | Década de 540       | Década de 550       | Década de 560       | Década de 570       | Década de 580       | Década de 590       |
| VII        | Década de 600       | Década de 610       | Década de 620       | Década de 630       | Década de 640       | Década de 650       | Década de 660       | Década de 670       | Década de 680       | Década de 690       |
| VIII       | Década de 700       | Década de 710       | Década de 720       | Década de 730       | Década de 740       | Década de 750       | Década de 760       | Década de 770       | Década de 780       | Década de 790       |
| IX         | Década de 800       | Década de 810       | Década de 820       | Década de 830       | Década de 840       | Década de 850       | Década de 860       | Década de 870       | Década de 880       | Década de 890       |
| X          | Década de 900       | Década de 910       | Década de 920       | Década de 930       | Década de 940       | Década de 950       | Década de 960       | Década de 970       | Década de 980       | Década de 990       |
| XI         | Década de 1000      | Década de 1010      | Década de 1020      | Década de 1030      | Década de 1040      | Década de 1050      | Década de 1060      | Década de 1070      | Década de 1080      | Década de 1090      |
| XII        | Década de 1100      | Década de 1110      | Década de 1120      | Década de 1130      | Década de 1140      | Década de 1150      | Década de 1160      | Década de 1170      | Década de 1180      | Década de 1190      |
| XIII       | Década de 1200      | Década de 1210      | Década de 1220      | Década de 1230      | Década de 1240      | Década de 1250      | Década de 1260      | Década de 1270      | Década de 1280      | Década de 1290      |
| XIV        | Década de 1300      | Década de 1310      | Década de 1320      | Década de 1330      | Década de 1340      | Década de 1350      | Década de 1360      | Década de 1370      | Década de 1380      | Década de 1390      |
| XV         | Década de 1400      | Década de 1410      | Década de 1420      | Década de 1430      | Década de 1440      | Década de 1450      | Década de 1460      | Década de 1470      | Década de 1480      | Década de 1490      |
| XVI        | Década de 1500      | Década de 1510      | Década de 1520      | Década de 1530      | Década de 1540      | Década de 1550      | Década de 1560      | Década de 1570      | Década de 1580      | Década de 1590      |
| XVII       | Década de 1600      | Década de 1610      | Década de 1620      | Década de 1630      | Década de 1640      | Década de 1650      | Década de 1660      | Década de 1670      | Década de 1680      | Década de 1690      |
| XVIII      | Década de 1700      | Década de 1710      | Década de 1720      | Década de 1730      | Década de 1740      | Década de 1750      | Década de 1760      | Década de 1770      | Década de 1780      | Década de 1790      |
| XIX        | Década de 1800      | Década de 1810      | Década de 1820      | Década de 1830      | Década de 1840      | Década de 1850      | Década de 1860      | Década de 1870      | Década de 1880      | Década de 1890      |
| XX         | Década de 1900      | Década de 1910      | Década de 1920      | Década de 1930      | Década de 1940      | Década de 1950      | Década de 1960      | Década de 1970      | Década de 1980      | Década de 1990      |
| XXI        | Década de 2000      | Década de 2010      | Década de 2020      | Década de 2030      | Década de 2040      | Década de 2050      | Década de 2060      | Década de 2070      | Década de 2080      | Década de 2090      |
| XXII       | Década de 2100      | Década de 2110      | Década de 2120      | Década de 2130      | Década de 2140      | Década de 2150      | Década de 2160      | Década de 2170      | Década de 2180      | Década de 2190      |
| XXIII      | Década de 2200      | Década de 2210      | Década de 2220      | Década de 2230      | Década de 2240      | Década de 2250      | Década de 2260      | Década de 2270      | Década de 2280      | Década de 2290      |